# 戴夫·汉南
戴夫·汉南（英語：Dave Hannan，1961年11月26日—），加拿大男子冰球运动员，场上位置是前锋。他曾代表加拿大国家队参加1992年冬季奥林匹克运动会冰球比赛，获得一枚银牌。